# Autonomia patrimoniale
Nel diritto privato l'autonomia patrimoniale è il grado di separazione del patrimonio di un soggetto di diritto, diverso da una persona fisica, rispetto a quello di altri soggetti e, in particolare, dei suoi associati, degli amministratori o del fondatore. Il patrimonio di quel soggetto è detto patrimonio autonomo.

## Descrizione
L'autonomia patrimoniale si distingue in perfetta o imperfetta, secondo che sussista una insensibilità più o meno completa del patrimonio autonomo rispetto alle vicende che possano subire i patrimoni ad esso a vario titolo collegati. Ad esempio, l'autonomia patrimoniale delle società di persone è imperfetta, in quanto per i debiti sociali possono essere chiamati a rispondere anche gli stessi soci (o alcuni di essi, secondo il tipo di società). 
Diversamente le società di capitali possiedono un'autonomia patrimoniale perfetta, in quanto dei debiti sociali risponde solo ed esclusivamente la società con il suo patrimonio. In riferimento a quest'ultimo caso esiste però un'eccezione, rappresentata dai soci accomandatari di una società in accomandita per azioni. Costoro, infatti, rispondono in maniera solidale e illimitata anche con il proprio patrimonio personale, e non solo con le quote conferite in società.
Autonomia patrimoniale imperfetta è tipica delle società di persone in cui i soci rispondono illimitatamente e solidalmente alle obbligazioni sociali, mentre i creditori particolari dei soci non possono agire sul patrimonio sociale. L'autonomia patrimoniale perfetta ha una funzione di garanzia a favore dei creditori dell'ente, in quanto permette di isolare le vicende del suo patrimonio da quelle del patrimonio personale dei suoi membri. Essa quindi adempie anche ad una funzione di compartimentazione dei rischi delle diverse attività economiche. Ad esempio sono dotati di autonomia patrimoniale o finanziaria tutti gli enti locali e enti territoriali.